# Chiesa di Santa Maria Nascente (Pojana Maggiore)
La chiesa di Santa Maria Nascente è la parrocchiale a Pojana Maggiore in provincia di Vicenza. Appartiene al vicariato di Noventa Vicentina della diocesi di Vicenza e la sua storia come parrocchia inizia nel XIII secolo.

## Storia

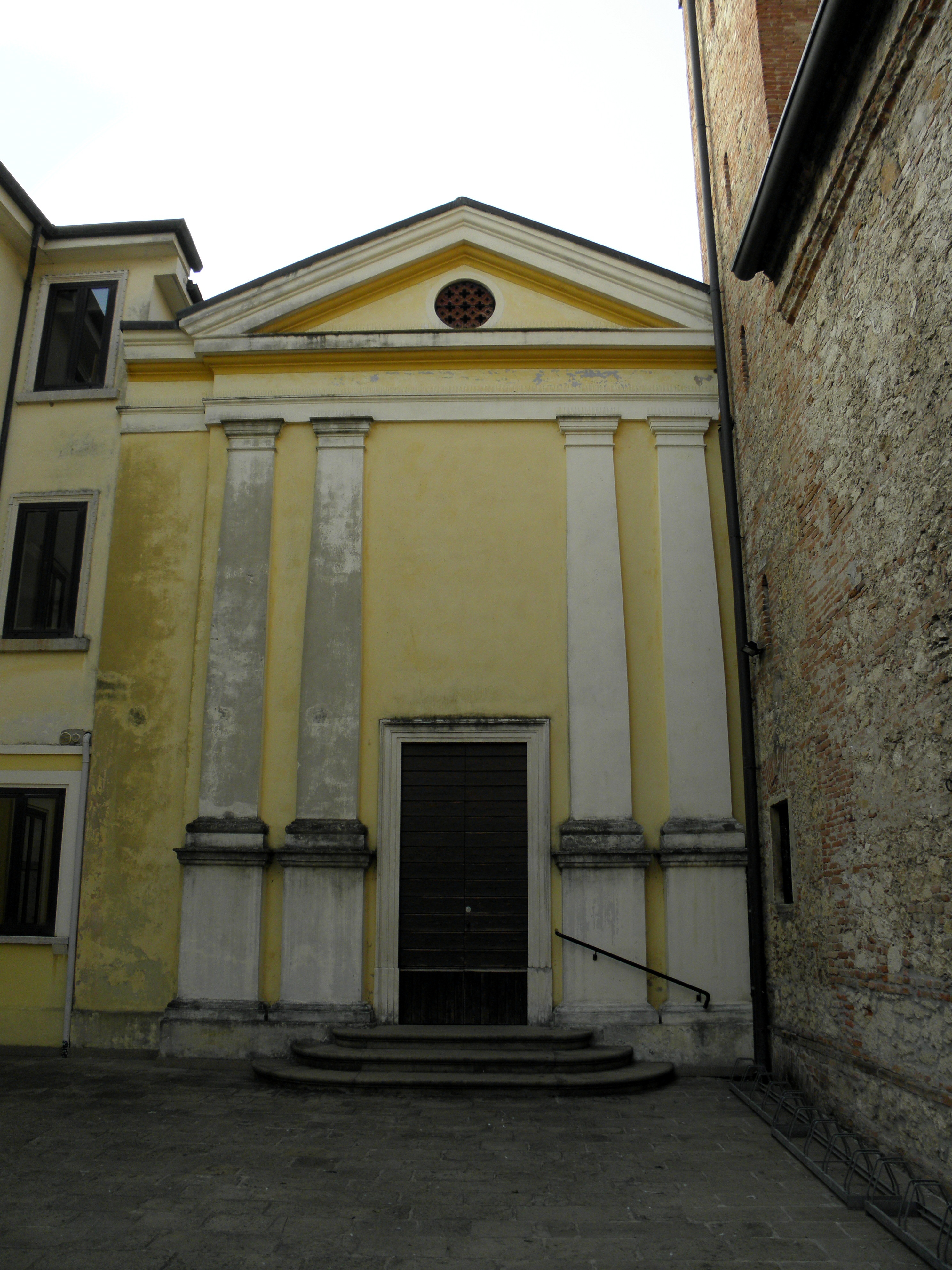
Oratorio posto accanto alla chiesa.

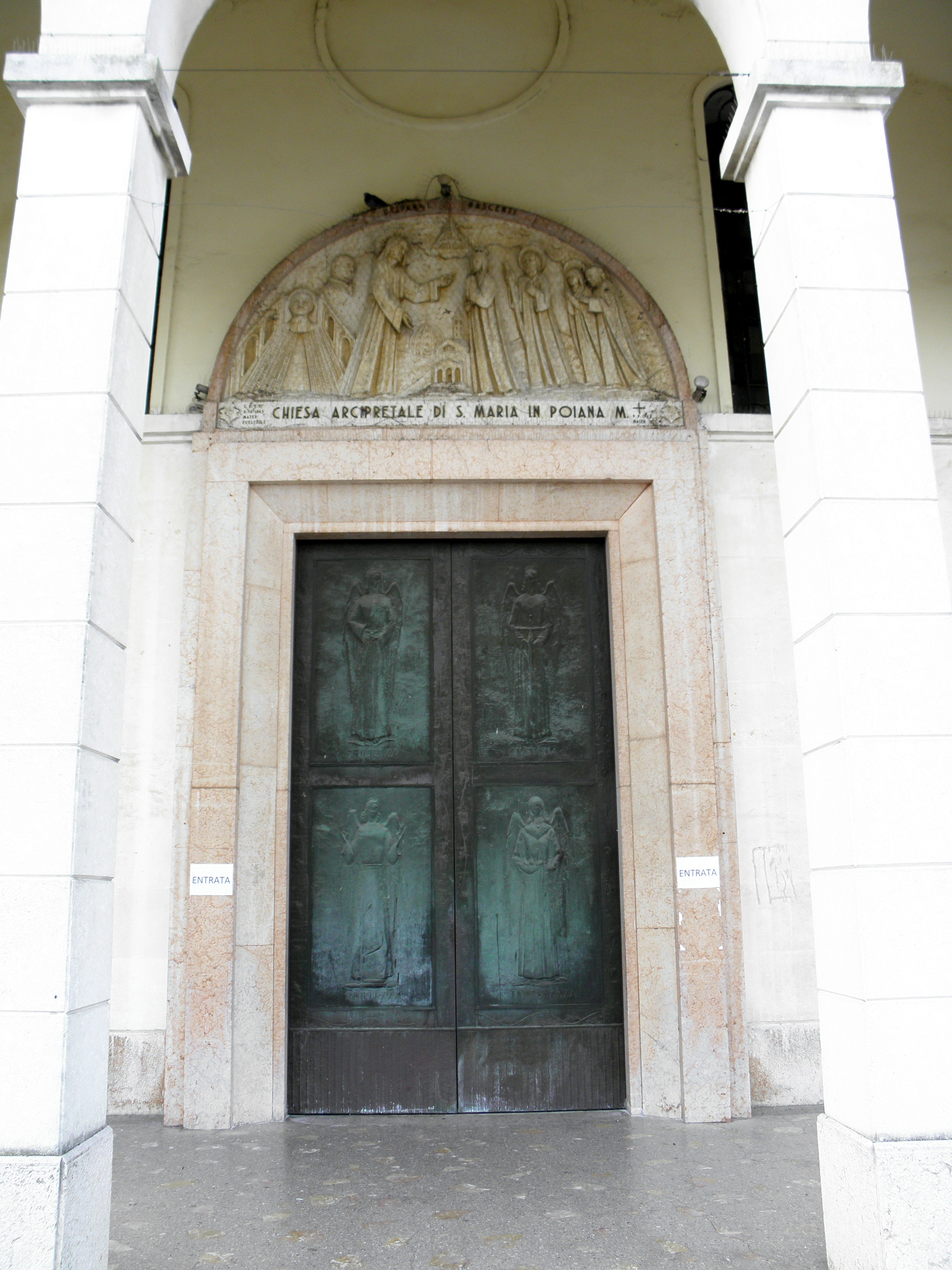
Portale di accesso della chiesa di Santa Maria Nascente.

Quando il luogo di culto fu costruito fu una cappella di monaci benedettini sussidiaria dell'allora pieve di Santa Maria a Noventa Vicentina, poi  sostituita dalla chiesa dei Santi Vito, Modesto e Crescenzia.
Già nel XIII venne elevata a dignità parrocchiale acquisendo quindi autonomia dal punto di vista della giurisdizione ecclesiastica.
La moderna dedicazione a Santa Maria Nascente appare per la prima volta in un documento testamentario datato 1434. Circa un secolo dopo il primitivo edificio fu oggetto di ricostruzione, e la solenne consacrazione fu celebrata a lavori ultimati, nel 1550.
Nuovi lavori di restauro ed ampliamento si ebbero attorno al 1770 poi ancora nel 1849, quando l'edificio assunse l'aspetto che ci è pervenuto.

## Descrizione

### Esterno
Il prospetto principale è caratterizzato da un portico retto da quattro colonne a base quadrata che proteggono il portale di accesso monumentale architravato e con l'importante portone che raffigura le Quattro virtù cardinali e sormontato dalla lunetta in bassorilievo con la raffigurazione della chiesa e della sua dedicazione. Sopra l'architrave si legge la scritta: "CHIESA ARCIPRETALE DI S. MARIA IN POIANA M.".
La torre campanaria si alza, isolata, sulla sinistra dell'edificio.

### Interno
L'interno è a navata unica ampliata da sei cappelle laterali simmetriche, ognuna dotata di altare.